# Jonas Omlin
Jonas Omlin (Sarnen, 1994. január 10. –) svájci válogatott labdarúgó, a német Borussia Mönchengladbach kapusa és csapatkapitánya.

## Pályafutása

### Klubcsapatokban
Omlin a svájci Sarnen városában született. Az ifjúsági pályafutását a Luzern akadémiájánál kezdte.
2012-ben mutatkozott be a Kriens felnőtt keretében. 2014-ben az első osztályú Luzern szerződtette. A 2015–16-os szezonban a másodosztályú Le Mont csapatát erősítette kölcsönben. 2018-ban a Baselhez igazolt. 2020. augusztus 15-én négy éves szerződést kötött a francia első osztályban érdekelt Montpellier együttesével. Először 2020. augusztus 29-én, a Rennes ellen idegenben 2–1-es vereséggel zárult bajnokin lépett pályára. 2023. január 19-én a Borussia Mönchengladbach szerződtette 2027 nyaráig.

### A válogatottban
2020-ban debütált a svájci válogatottban. Először 2020. október 7-én, Horvátország ellen 2–1-re elvesztett barátságos mérkőzésen lépett pályára.

## Statisztika
2023. május 27. szerint.
| Klub                     | Szezon   | Bajnokság              | Bajnokság | Bajnokság | Kupa  | Kupa  | Nemzetközi | Nemzetközi | Összesen | Összesen |
| Klub                     | Szezon   | Bajnokság              | Mérk.     | Gólok     | Mérk. | Gólok | Mérk.      | Gólok      | Mérk.    | Gólok    |
| ------------------------ | -------- | ---------------------- | --------- | --------- | ----- | ----- | ---------- | ---------- | -------- | -------- |
| Luzern                   | 2014–15  | Swiss Super League     | 1         | 0         | 0     | 0     | —          | —          | 1        | 0        |
| Luzern                   | 2016–17  | Swiss Super League     | 14        | 0         | 2     | 0     | —          | —          | 16       | 0        |
| Luzern                   | 2017–18  | Swiss Super League     | 36        | 0         | 1     | 0     | 2          | 0          | 39       | 0        |
| Luzern                   | Összesen | Összesen               | 51        | 0         | 3     | 0     | 2          | 0          | 56       | 0        |
| Le Mont (kölcsönben)     | 2015–16  | Swiss Challenge League | 15        | 0         | 0     | 0     | —          | —          | 15       | 0        |
| Basel                    | 2018–19  | Swiss Super League     | 27        | 0         | 4     | 0     | 4          | 0          | 35       | 0        |
| Basel                    | 2019–20  | Swiss Super League     | 32        | 0         | 1     | 0     | 11         | 0          | 44       | 0        |
| Basel                    | Összesen | Összesen               | 59        | 0         | 5     | 0     | 15         | 0          | 79       | 0        |
| Montpellier              | 2020–21  | Ligue 1                | 31        | 0         | 0     | 0     | —          | —          | 31       | 0        |
| Montpellier              | 2021–22  | Ligue 1                | 29        | 0         | 0     | 0     | —          | —          | 29       | 0        |
| Montpellier              | 2022–23  | Ligue 1                | 14        | 0         | 0     | 0     | —          | —          | 14       | 0        |
| Montpellier              | Összesen | Összesen               | 74        | 0         | 0     | 0     | 0          | 0          | 74       | 0        |
| Borussia Mönchengladbach | 2022–23  | Bundesliga             | 15        | 0         | 0     | 0     | —          | —          | 15       | 0        |
| Összesen                 | Összesen | Összesen               | 214       | 0         | 8     | 0     | 17         | 0          | 239      | 0        |

### A válogatottban
| Válogatott | Év       | Pályára lépés | Gól |
| ---------- | -------- | ------------- | --- |
| Svájc      | 2020     | 1             | 0   |
| Svájc      | 2021     | 1             | 0   |
| Svájc      | 2022     | 2             | 0   |
| Összesen   | Összesen | 4             | 0   |

## Sikerei, díjai
Basel
- Svájci Kupa
  - Győztes (1): 2018–19